# Lynn-Holly Johnson
Lynn-Holly Johnson (Chicago, 13 dicembre 1958) è un'attrice ed ex pattinatrice artistica su ghiaccio statunitense, nota per aver preso parte ad alcuni film tra gli anni '70 e '80. Ha ricevuto la candidatura al Golden Globe per la migliore attrice debuttante nel 1980.

## Filmografia parziale
- Castelli di ghiaccio (Ice Castles), regia di Donald Wrye (1978)
- Gli occhi del parco (The Watcher in the Woods), regia di John Hough (1980)
- Solo per i tuoi occhi (For Your Eyes Only), regia di John Glen (1981)
- Dove stanno i ragazzi (Where the Boys Are '84), regia di Hy Averback (1984)
- Alien Predators, regia di Deran Sarafian (1987)
- CHiPs – serie TV, episodio 6x10 (1982)

## Riconoscimenti
- Golden Globe
  - 1980 – Candidatura alla miglior attrice debuttante per Castelli di ghiaccio

- Razzie Awards
  - 1985 – Peggior attrice non protagonista per Dove stanno i ragazzi

- The Stinkers Bad Movie Awards
  - 1981 – Candidatura alla peggior attrice non protagonista per Gli occhi del parco e Solo per i tuoi occhi